# Бобул, Иво
И́во Бо́бул (настоящее имя — Ива́н Васи́льевич Бо́бул; укр. Іва́н Васи́льович Бо́бул; род. 17 июня 1953, Тереблече, Черновицкая область) — советский и украинский певец. Народный артист Украины (1998).

## Биография
На профессиональную эстраду Иво Бобул вышел в 1980 году в составе ВИА Черновицкой филармонии «Черемош» (до этого он был ресторанным артистом), через год перешёл в «Живу воду» (где заменил свою будущую жену и соратницу на эстраде Лилию Сандулесу). В 1983 году новый директор филармонии Левко Дуткивський заинтересовался певцом и написал для него цикл песен («Зоряна ніч», «Якщо любиш, кохай», «Я побачив гори», «Мій край»), которые довольно оперативно были выпущены «Мелодией».

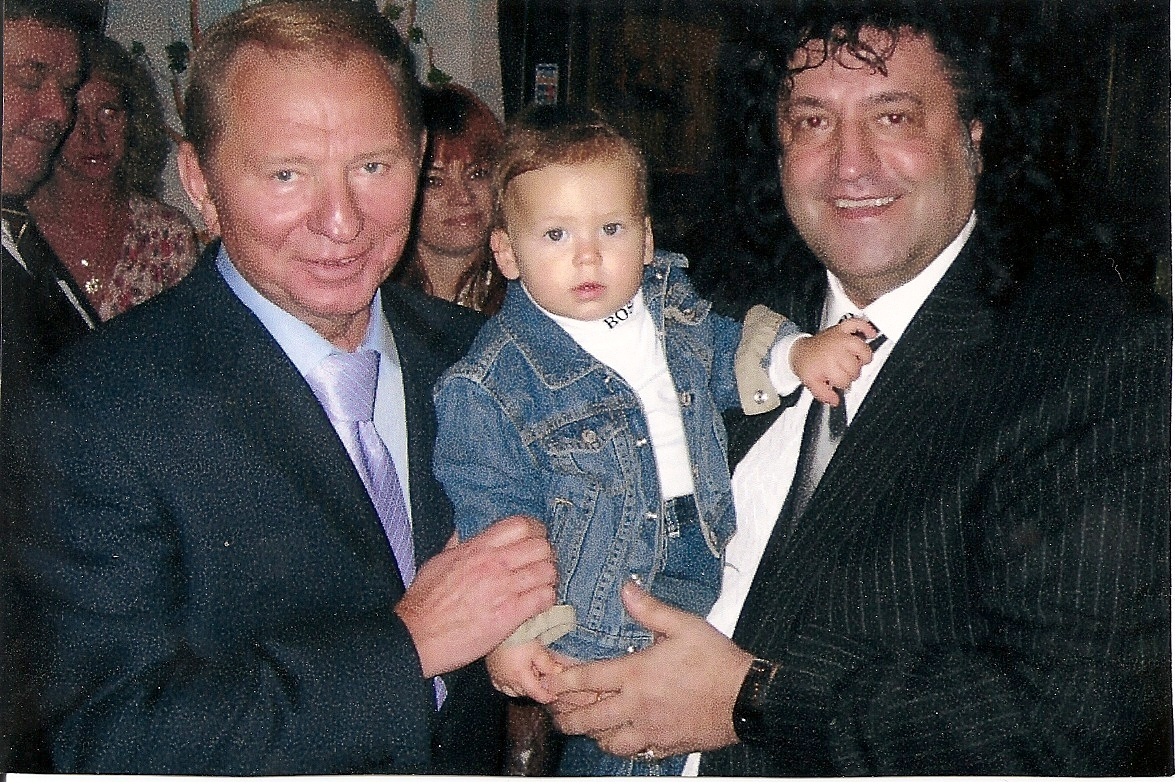
Иво Бобул с сыном и Леонидом Кучмой, 2010 год

Долгое время после этого Иво Бобула не было слышно — он работал в Тернопольской филармонии и пользовался только региональной популярностью. К всеукраинскому слушателю он вернулся только в 1990 году с наиболее популярной из своих песен «На Україну повернусь» Остапа Гавриша. На Бобула обратил внимание композитор Александр Морозов и пригласил в свой музыкальный центр в Черкассах. Песни «Старе джерело», «Рідна хата», «Голуба вода», «Місячне колесо» вывели Иво Бобула в лидеры среди исполнителей традиционной эстрады. В Черкассах же и был снят первый видео альбом Иво Бобула «Душi криниця».
В 1991 году Иво вернулся в Черновцы и начал петь в паре с Лилией Сандулесу: «Берег любові», «А липи цвітуть», «Промінь мого серця». В начале 1998 года Иво Бобулу присвоено звание Народного артиста Украины.
Иво Бобул стал очень известным среди молодежи, когда группа «Танок на майдані Конґо» создала саркастическую песню «Иво Бобул», где певец представлен в виде супергероя, а в 2015 году они исполнили её вместе на концерте в честь дня рождения группы. С 2010 года интернет-сообщество Учан выбрало Бобула своим талисманом.
По состоянию на 2016 год был помощником на общественных началах народного депутата Украины Федорука Николая Трофимовича (фракция «Народный фронт»).
Весной 2016 года присоединился к патриотическому флешмобу #яЛюблюСвоюКраїну, рассказывая в видеообращении, за что он любит Украину.
Кандидат в народные депутаты от политической партии «Патриот» на парламентских выборах 2019 года, № 5 в списке. На выборах городского городского головы Киева 2020 года поддержал кандидатуру Александра Попова.

## Звания и награды
- Заслуженный артист Украины (1995)[7]
- Народный артист Украины (1998)[8]
- Орден князя Ярослава Мудрого V степени (2003)[9]
- Орден «За заслуги» III степени (2013)[10]

## Дискография
- 2002 — «Тополина любов»
- 2002 — «Небеса очей твоїх»
- 2002 — «Емігрантка»
- 2004 — «Песни для тебя»
- 2004 — «Ріка життя»
- 2006 — «Ты мой сон»